# Judo-Grand-Slam-Turnier in Tel Aviv
Das Grand-Slam-Turnier in Tel Aviv ist ein Judo-Turnier in Tel Aviv. Es fand 2021 zum ersten Mal statt.

## Vorgeschichte
2018 wurden in Tel Aviv die Europameisterschaften ausgetragen. 2019 und 2020 fand in Tel Aviv ein Grand-Prix-Turnier statt.  Nachdem wegen der COVID-19-Pandemie mehrere Judo-Grand-Slam-Turniere nicht ausgetragen wurden, wertete die International Judo Federation das Turnier in Tel Aviv zum Grand-Slam-Turnier auf.

## Siegerliste des Turniers 2021
Das erste Grand-Slam-Turnier in Tel Aviv fand vom 18. bis zum 20. Februar 2021 statt.  Es waren 421 Judoka aus 60 Ländern gemeldet. Wegen der Pandemie waren in der Ausschreibung besondere Regeln zu Testergebnissen enthalten.
| Gewichtsklasse     | Männer                 | Land          | Frauen            | Land                   |
| ------------------ | ---------------------- | ------------- | ----------------- | ---------------------- |
| Superleichtgewicht | Davud Mammadsoy        | Aserbaidschan | Shirine Boukli    | Frankreich             |
| Halbleichtgewicht  | Alberto Gaitero        | Spanien       | Chelsie Giles     | Vereinigtes Königreich |
| Leichtgewicht      | Alexandru Raicu        | Rumänien      | Timna Nelson Levy | Israel                 |
| Halbmittelgewicht  | Sharofiddin Boltaboyev | Usbekistan    | Tina Trstenjak    | Slowenien              |
| Mittelgewicht      | Lascha Bekauri         | Georgien      | Margaux Pinot     | Frankreich             |
| Halbschwergewicht  | Michael Korrel         | Niederlande   | Anna-Maria Wagner | Deutschland            |
| Schwergewicht      | Gela Zaalischwili      | Georgien      | Romane Dicko      | Frankreich             |

## Siegerliste des Turniers 2022
Das zweite Grand-Slam-Turnier in Tel Aviv fand vom 17. bis zum 19. Februar 2022 statt.
| Gewichtsklasse     | Männer              | Land          | Frauen          | Land       |
| ------------------ | ------------------- | ------------- | --------------- | ---------- |
| Superleichtgewicht | Artem Lessjuk       | Ukraine       | Shirine Boukli  | Frankreich |
| Halbleichtgewicht  | Baruch Shmailov     | Israel        | Astride Gneto   | Frankreich |
| Leichtgewicht      | Hidayət Heydərov    | Aserbaidschan | Priscilla Gneto | Frankreich |
| Halbmittelgewicht  | Matthias Casse      | Belgien       | Megumi Horikawa | Japan      |
| Mittelgewicht      | Məmmədəli Mehdiyev  | Aserbaidschan | Shiho Tanaka    | Japan      |
| Halbschwergewicht  | Ilia Sulamanidse    | Georgien      | Beata Pacut     | Polen      |
| Schwergewicht      | Guram Tuschischwili | Georgien      | Romane Dicko    | Frankreich |

## Siegerliste des Turniers 2023
Das zweite Grand-Slam-Turnier in Tel Aviv fand vom 16. bis zum 18. Februar 2023 statt.
| Gewichtsklasse     | Männer                    | Land          | Frauen                      | Land                   |
| ------------------ | ------------------------- | ------------- | --------------------------- | ---------------------- |
| Superleichtgewicht | Luka Mkheidze             | Frankreich    | Blandine Pont               | Frankreich             |
| Halbleichtgewicht  | Wascha Margwelaschwili    | Georgien      | Chelsie Giles               | Vereinigtes Königreich |
| Leichtgewicht      | Nils Stump                | Schweiz       | Jessica Klimkait            | Kanada                 |
| Halbmittelgewicht  | Sagi Muki                 | Israel        | Catherine Beauchemin-Pinard | Kanada                 |
| Mittelgewicht      | Beka Ghwiniaschwili       | Georgien      | Margaux Pinot               | Frankreich             |
| Halbschwergewicht  | Zelym Kotsoiev            | Aserbaidschan | Alice Bellandi              | Italien                |
| Schwergewicht      | Odchüügiin Tsetsentsengel | Mongolei      | Raz Hershko                 | Israel                 |